# Pinedale (Arizona)
Pinedale es un lugar designado por el censo ubicado en el condado de Navajo en el estado estadounidense de Arizona. En el Censo de 2010 tenía una población de 487 habitantes y una densidad poblacional de 19,43 personas por km².

## Geografía
Pinedale se encuentra ubicado en las coordenadas 34°19′15″N 110°15′36″O / 34.32083, -110.26000. Según la Oficina del Censo de los Estados Unidos, Pinedale tiene una superficie total de 25.07 km², de la cual 25.07 km² corresponden a tierra firme y (0%) 0 km² es agua.

## Demografía
Según el censo de 2010, había 487 personas residiendo en Pinedale. La densidad de población era de 19,43 hab./km². De los 487 habitantes, Pinedale estaba compuesto por el 96.71% blancos, el 0% eran afroamericanos, el 0% eran amerindios, el 0.21% eran asiáticos, el 0% eran isleños del Pacífico, el 1.23% eran de otras razas y el 1.85% pertenecían a dos o más razas. Del total de la población el 7.39% eran hispanos o latinos de cualquier raza.